# رحلات جوجل
رحلات جوجل (بالإنجليزية: Google Travel)‏ المعروفة سابقًا باسم جوجل تريبس، هي خدمة مخطط رحلات تم تطويرها بواسطة جوجل للويب، تم إطلاقه في الأصل كتطبيق جوال في 19 سبتمبر 2016، لنظامي التشغيل أندرويد وآي أو إس، والذي تم إغلاقه في 5 أغسطس 2019 واستبداله بتطبيق رحلات جوجل الجديد على الويب، والذي يتضمن أيضًا غوغل فلايتس والبحث عن الفنادق من جوجل (Google Hotel Search) 

## نَبْذَة
من أجل استخدام تطبيق الهاتف، كان مطلوبًا وجود حساب جوجل . يسمح جوجل ترافل للمستخدمين بالتخطيط للرحلات القادمة مع تلخيص المعلومات حول وجهة المستخدم في عدة فئات مثل خطط اليوم والحجوزات والأشياء التي يجب القيام بها.
تم إطلاق التطبيق الذي تم إيقافه مع أدلة يومية كاملة لأكثر من 200 مدينة رئيسية.
سهّل تطبيق الهاتف المحمول أيضًا تحديد موقع حجوزات الطيران والفنادق والسيارات والمطاعم للرحلة بناءً على رسائل البريد الإلكتروني من جي ميل الخاص بالمستخدم.

## تاريخ
تم إطلاق تطبيق الهاتف المحمول في 19 سبتمبر 2016، لنظامي أندرويد وآي أو إس .
أعلنت جوجل في مايو 2019، عن توفير وظائف سطح المكتب لتخطيط الرحلة ودمج بعض ميزات تخطيط الرحلة في خرائط جوجل .
في يونيو 2019، أعلنت جوجل أن دعم جوجل تريبس سينتهي في 5 أغسطس 2019، وبدلاً من ذلك، يمكن للمستخدمين استخدام موقع جوجل ترافل الجديد للتخطيط لرحلاتهم.

## وصلات خارجية
- الموقع الرسمي

لم يتم العثور على روابط لمواقع التواصل الاجتماعي.